# جوني بريغز (ممثل)
جوني بريغز (بالإنجليزية: Johnny Briggs)‏ هو ممثل بريطاني، ولد في 5 سبتمبر 1935 في باترسي في المملكة المتحدة.

## وصلات خارجية
- جوني بريغز على موقع IMDb (الإنجليزية)
- جوني بريغز على موقع ميوزك برينز (الإنجليزية)
- جوني بريغز على موقع قاعدة بيانات الفيلم (الإنجليزية)